# Corrado da Castiglione

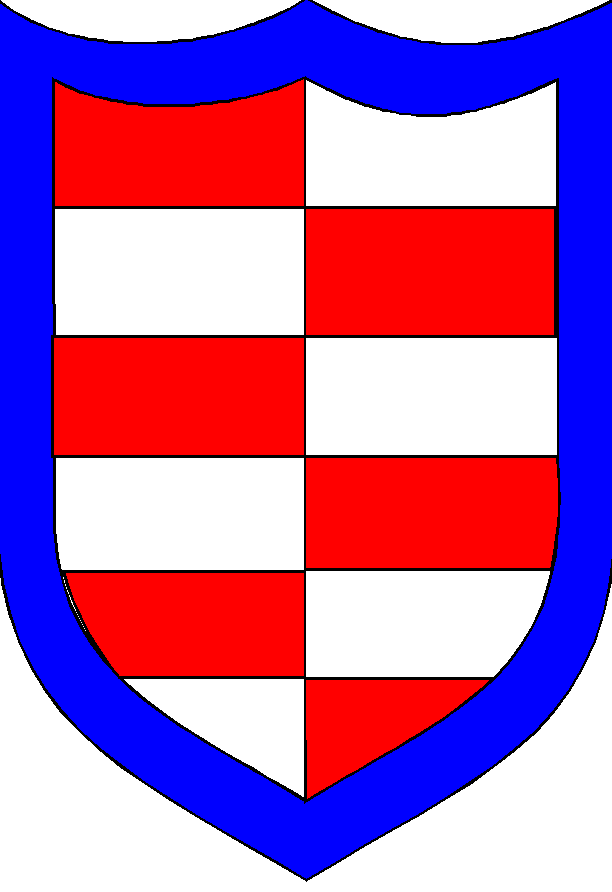
Stemma dei Conti del Seprio

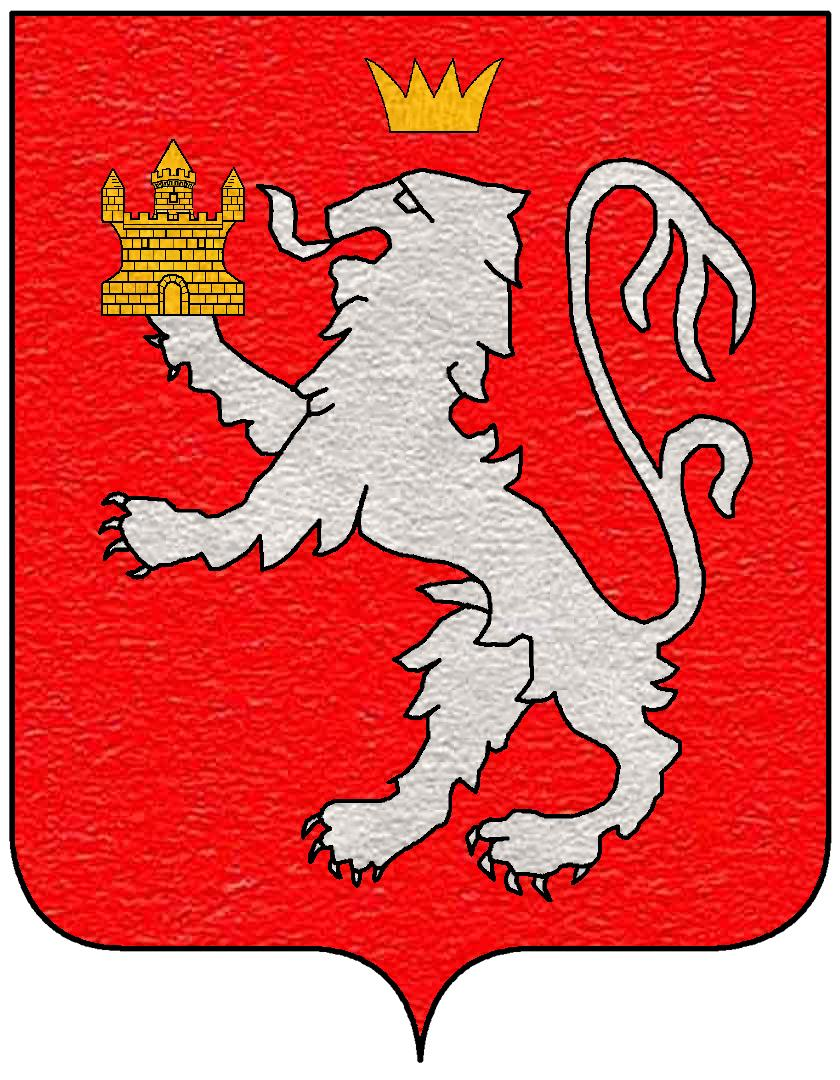
Stemma dei Castiglione

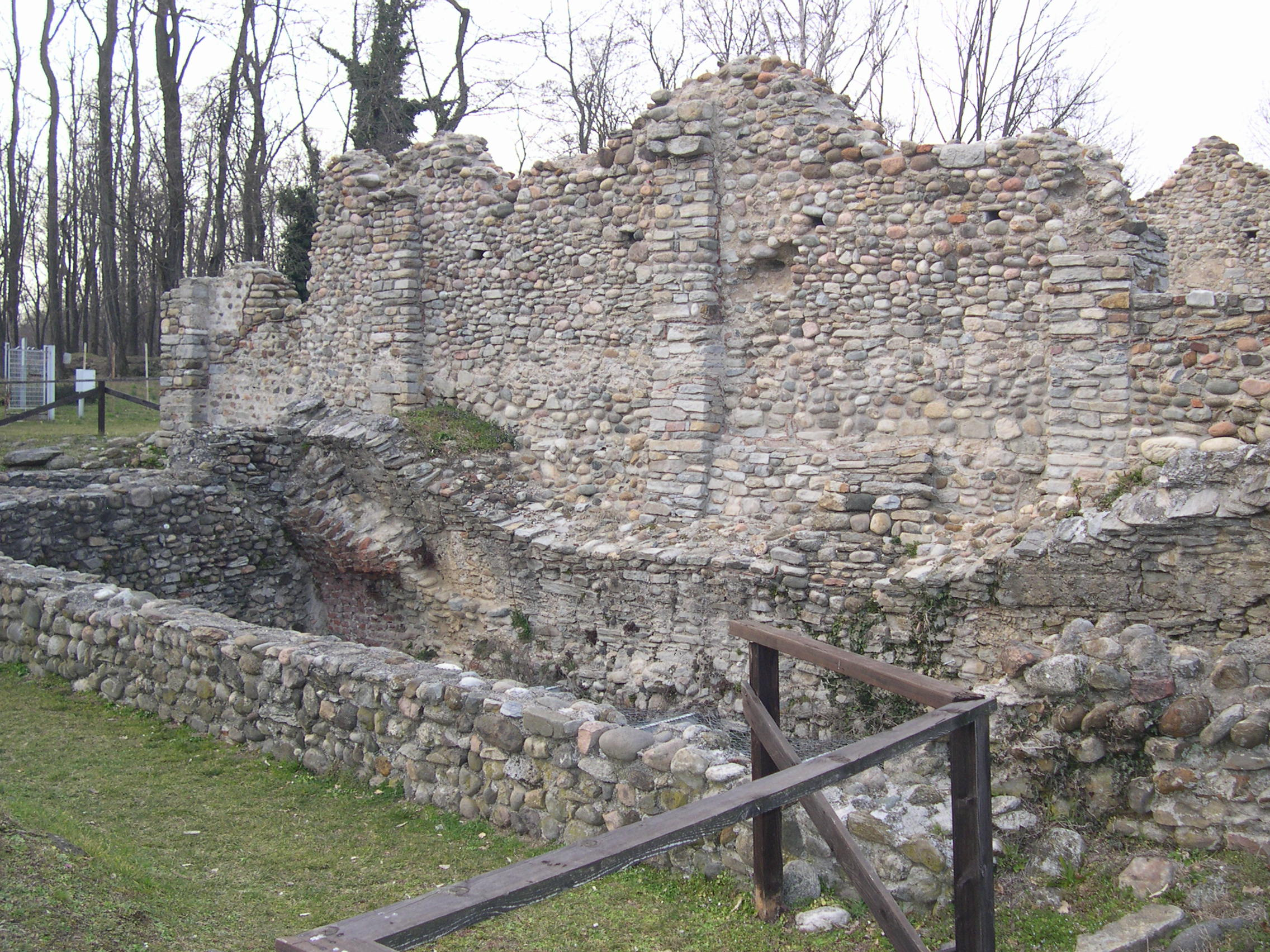
Rovine del castrum a Castelseprio

Corrado da Castiglione (X secolo) è stato un nobile italiano, considerato il capostipite della nobile famiglia milanese dei Castiglioni.

## Biografia
Corrado era figlio di Berengario, conte del Seprio nel 1102, a sua volta figlio di Rodolfo III, e di Munelda.
Ebbe in donazione dalla Chiesa milanese il castello nel contado del Seprio.

## Discendenza
Ebbe un figlio, Bernardo, nominato in un documento del 1033, ereditò dal padre il castello.